# آبشار کریز
آبشار کریز نام آبشاری در شمال‌غربی روستای کریز، شهرستان کوهسرخ است که در مجاورت رشته‌کوه باغدشت (بخشی از رشته‌کوه کوهسرخ) قرار دارد.